# Schwenckia grandiflora
Schwenckia grandiflora är en potatisväxtart som beskrevs av George Bentham. Schwenckia grandiflora ingår i släktet Schwenckia och familjen potatisväxter. Utöver nominatformen finns också underarten S. g. hatschbachiana.